# كاسا دي لا سيلفا
بلدية كاسا دي لا سيلفا (بالإسبانية: Cassá de la Selva) هي بلدية تقع في مقاطعة جرندة التابعة لمنطقة كتالونيا شمال شرق إسبانيا.

## الديموغرافيا
بلغ عدد سكان بلدية كاسا دي لا سيلفا 9.789 نسمة عام 2011 (وفقاً للمعهد الوطني الإسباني للإحصاء).
| 7.428 | 7.583 | 8.016 | 8.612 | 8.889 | 9.537 | 9.789 |